# Универзитет у Глазгову
Универзитет у Глазгову (енгл. University of Glasgow) је државни универзитет у Глазгову. Основан папском булом 1451. године, четврти је универзитет по старости на енглеском говорном подручју и један од четири древна универзитета Шкотске. Заједно са универзитетима у Сент Ендрузу, Абердину и Единбургу, био је део шкотског просветитељства током 18. века. Највећи је универзитет у Шкотској по броју уписаних студената, а са преко 19.500 постдипломаца други по величини у Уједињеном Краљевству по броју уписаних на постдипломске студије.
Универзитет обухвата факултете уметности, права, медицине, природних наука, ветерине и технике.